# Caldwell (Kansas)
Caldwell es una ciudad ubicada en el condado de Sumner en el estado estadounidense de Kansas. En el año 2010 tenía una población de 1068 habitantes y una densidad poblacional de 381,43 personas por km². Se encuentra al sur del estado, junto a la frontera con Oklahoma.

## Geografía
Caldwell se encuentra ubicada en las coordenadas 37°2′3″N 97°36′32″O / 37.03417, -97.60889 (37.034077, -97.609022).

## Demografía
Según la Oficina del Censo en 2000 los ingresos medios por hogar en la localidad eran de $26,991 y los ingresos medios por familia eran $39,931. Los hombres tenían unos ingresos medios de $31,346 frente a los $19,453 para las mujeres. La renta per cápita para la localidad era de $17,340. Alrededor del 15.5% de la población estaban por debajo del umbral de pobreza.